# 15 mai 1979
Le mardi 15 mai 1979 est le 135e jour de l'année 1979.

## Naissances
- Adolfo Bautista, footballeur mexicain
- André Gonçalves Dias, joueur de football brésilien
- Matemini (Chris) Masoe, joueur de rugby néo-zélandais
- Daniel Caines, athlète britannique
- Erik van den Doel, joueur d'échecs néerlandais
- Li Yanfeng, athlète chinoise
- Mau Penisula, joueur de football tuvalais
- Naroa Agirre, athlète espagnole, spécialiste du saut à la perche
- Renato Dirnei Florêncio, joueur de football brésilien
- Scott Lunsford, acteur américain
- Shero Rauf, acteur kurde
- Simon Lavoie, réalisateur

## Décès
- Curtis Stevens (né le 15 juin 1898), bobeur américain
- Elemér Somfay (né le 28 août 1898), athlète hongrois spécialiste du pentathlon
- Jean Perraud (né date inconnue), acteur canadien
- Lucien Carbon (né le 31 mars 1895), personnalité politique française
- Oh Young-su (né le 11 février 1914), écrivain sud-coréen

## Événements
- Création de l'association transports et environnement en Suisse